# Заполярне – Новий Уренгой
Заполярне – Новий Уренгой — елемент трубопровідної інфраструктури надпотужного центру газовидобутку на півночі Тюменської області Росії.
На початку 2000-х почалась розробка унікального Заполярного нафтогазоконденсатного родовища. Окрім газу тут отримують значні обсяги рідких вуглеводнів, для подачі яких на Новоуренгойський завод підготовки конденсату до транспортування (Новоуренгойський ЗПКТ) у 2011-му ввели в дію конденсатопровід довжиною 211 км та діаметром 420 мм.
Річна пропускна здатність конденсатопроводу – 3,4 млн тонн.